# Netrobalane
Netrobalane là một chi bướm ngày thuộc họ Bướm nâu.

## Các loài
- Netrobalane canopus (Trimen, 1864)